# Il maggiordomo
Il maggiordomo (Ruggles of Red Gap) è un film del 1935 diretto da Leo McCarey. La commedia da cui prende spunto il film venne messa in scena a Broadway il giorno di Natale del 1915.

## Trama
Durante una partita di poker, il conte di Burnstead perde al gioco il devoto maggiordomo Marmaduke Ruggles che deve lasciarlo per il nuovo padrone, Egbert Floud, un facoltoso allevatore di bestiame. Nella cittadina di Red Gap, nello stato di Washington, Marmaduke aprirà un ristorante e imparerà un nuovo stile di vita.

## Produzione
Il film fu prodotto dalla Paramount Pictures.

## Distribuzione
Distribuito negli USA dalla Paramount Pictures, il film - presentato da Adolph Zukor - uscì nelle sale l'8 marzo dopo una prima tenuta il 19 febbraio 1935. Nel Regno Unito, la pellicola venne distribuita dalla Paramount British Pictures.

### Altre versioni
- Ruggles of Red Gap, regia di Lawrence C. Windom (1918)
- Ruggles of Red Gap, regia di James Cruze (1923)

### Riconoscimenti
Ha ricevuto una candidatura ai Premi Oscar 1936 per il miglior film.
Nel 1935 è stato indicato tra i migliori dieci film dell'anno dal National Board of Review of Motion Pictures.